# اسقف‌نشین لندن
اسقف‌نشین لندن (انگلیسی: Diocese of London) بخشی تشکیل دهنده از استان کانتربری کلیسای انگلستان در کشور انگلستان است. این اسقف‌نشین که در قرن چهارم میلادی تاسیس شده است شامل ۴۷۵ کلیسا می‌باشد و مرکز آن کلیسای جامع سنت پل است.